# 石原恵治
石原 恵治（いしはら よしはる）は、日本の男性アニメーター、キャラクターデザイナー。石原 恵（いしはら めぐみ）という別名義を使うこともある。
スタジオ・ファンタジア、カオスプロジェクトを経て、フリーランスで活動中。Acca effeの設立に携わった。

## 参加作品
（※）は「石原恵」名義。

### テレビアニメ
- 魔法騎士レイアース：原画
- 怪盗セイント・テール：原画
- あずきちゃん：原画
- 姫ちゃんのリボン：原画
- ルパン三世 ワルサーP38：原画
- 愛天使伝説ウェディングピーチ：原画
- 水色時代：原画
- 烈火の炎：原画
- 魔術士オーフェン：原画
- へっぽこ実験アニメーション エクセル♥サーガ：原画
- 南海奇皇：原画
- TRIGUN：原画
- ジェネレイターガウル：原画
- 十兵衛ちゃん -ラブリー眼帯の秘密-：原画
- ゲートキーパーズ：作画監督
- 魔法戦士リウイ：OP原画
- SPACE PIRATE CAPTAIN HERLOCK：原画
- りぜるまいん：原画
- R.O.D -THE TV-：原画
- 光と水のダフネ：OP原画
- KURAU Phantom Memory：原画
- To Heart 〜Remember my Memories〜：OP原画
- ディノブレイカー：原画
- こみっくパーティーRevolution：原画、OP原画
- ガイキング LEGEND OF DAIKU-MARYU：原画
- Fate/stay night：キャラクターデザイン、総作画監督、原画 （※）
- ハチミツとクローバーII：原画
- 少年陰陽師：OP原画
- ときめきメモリアル Only Love：OP原画
- 怪物王女：ED原画 （※）
- 桃華月憚：作画監督 （※）
- スカルマン THE SKULLMAN：OP原画
- ながされて藍蘭島：原画
- DARKER THAN BLACK -黒の契約者-：OP2原画
- ひぐらしのなく頃に解：原画 （※）
- CODE-E：OP原画 （※）
- モノノ怪：作画監督、原画
- バンブーブレード：OP原画
- シゴフミ：原画
- イタズラなKiss：第二原画
- あまつき：原画 （※）
- 乃木坂春香の秘密：OP原画、原画
- RIDEBACK：ED原画
- スレイヤーズEVOLUTION-R：OP原画
- BLEACH：OP原画
- 空中ブランコ：作画監督 （※）
- kiss×sis：作画監督補佐
- 鋼の錬金術師 FULLMETAL ALCHEMIST：原画
- FORTUNE ARTERIAL 赤い約束：キャラクターデザイン、総作画監督 （※）
- 俺の妹がこんなに可愛いわけがない：アイキャッチパッケージデザイン、劇中イラスト協力
- 魔法少女まどか☆マギカ：原画
- 戦国乙女〜桃色パラドックス〜：作画監督 （※）
- C：作画監督、作画監督補佐
- 青の祓魔師：原画
- イナズマイレブンGO：作画監督 （※）
- いつか天魔の黒ウサギ：OP原画
- NO.6：原画
- 君と僕。：原画
- アマガミSS+ plus：原画
- ZETMAN：原画
- 絶園のテンペスト：ED原画
- ささみさん@がんばらない：原画
- 変態王子と笑わない猫。：OP原画
- DEVIL SURVIVOR 2 the ANIMATION：ゲストキャラクターデザイン、作画監督
- クロスアンジュ 天使と竜の輪舞：キャラクター作画監督
- 六花の勇者：サブキャラクターデザイン、総作画監督、作画監督
- 櫻子さんの足下には死体が埋まっている：作画監督
- 終物語：作画監督
- 霊剣山 星屑たちの宴：作画監督
- ひなこのーと：作画監督
- はねバド!：作画監督
- RELEASE THE SPYCE：総作画監督
- ワンパンマン：作画監督
- 女子高生の無駄づかい：作画監督
- Z/X Code reunion：作画監督
- ひぐらしのなく頃に業：作画監督
- ひぐらしのなく頃に卒：作画監督、総作画監督
- 異世界迷宮でハーレムを：総作画監督
- ブルーアーカイブ The Animation：作画監督
- 戦隊大失格：作画監督

### 劇場アニメ
- ダークサイド・ブルース：原画
- スレイヤーズごぅじゃす：原画
- 名探偵コナン 瞳の中の暗殺者：原画
- デジモンアドベンチャー02シリーズ
  - デジモンハリケーン上陸!!：原画
  - 超絶進化!!黄金のデジメンタル：原画
- ONE PIECE 珍獣島のチョッパー王国：原画
- スチームボーイ：原画
- 劇場版BLEACH MEMORIES OF NOBODY：原画
- 鉄人28号 白昼の残月：原画
- 劇場版 Fate/stay night UNLIMITED BLADE WORKS：キャラクターデザイン、総作画監督 （※）
- いばらの王 -King of Thorn-：原画

### 一般OVA
- 魍魎戦記MADARA：動画検査、動画
- EXPER ZENON：動画検査、動画
- 万能文化猫娘：原画
- BASTARD!! -暗黒の破壊神-：原画
- 天地無用! 魎皇鬼：原画
- Compiler：原画
- レイアース：原画
- AIKa：原画
- ぷにぷに☆ぽえみぃ：原画
- エイリアン9：原画
- こみっくパーティーRevolution：OP原画
- Phantom -PHANTOM THE ANIMATION-：OP原画
- OVA ToHeart2：作監補佐、原画
- OVA うたわれるもの：OP原画
- FORTUNE ARTERIAL：キャラクターデザイン （※）
- クビキリサイクル 青色サヴァンと戯言遣い：作画監督（第7話）

### 18禁OVA
- YU-NO：キャラクターデザイン、作画監督 （※）
- 顔のない月 -No Surface Moon THE ANIMATION-：キャラクターデザイン、作画監督 （※）
- 殻の少女：キャラクターデザイン、総作画監督 （※）
- Hi・Me・Go・To：原画 （※）
- 超昂天使エスカレイヤー：OP原画
- キャッスルファンタジア〜聖魔大戦〜：キャラクターデザイン （※）
- そらのいろ、みずのいろ 下巻 わたしも……してあげる♥：作画監督 （※）
- 家庭教師のおねえさん：アニメーションキャラクター （※）
- WIZARD GIRL AMBITIOUS ぷちパイ・アスカ〜小振りなわがままウィザードの反逆〜：キャラクターデザイン（※）

### 一般ゲーム
- メルティランサー Re-inforce：原画
- グローランサーIV Return：原画

### 18禁PCゲーム
- くろふぁん3GHz：壁紙原画 （※）